# Santa Maria Manuela
Le Santa Maria Manuela est une goélette à quatre-mâts qui sert de navire-école à l’État du Portugal. 
Avec le Creoula, il est un des survivants de la flotte morutière portugaise.

## Histoire

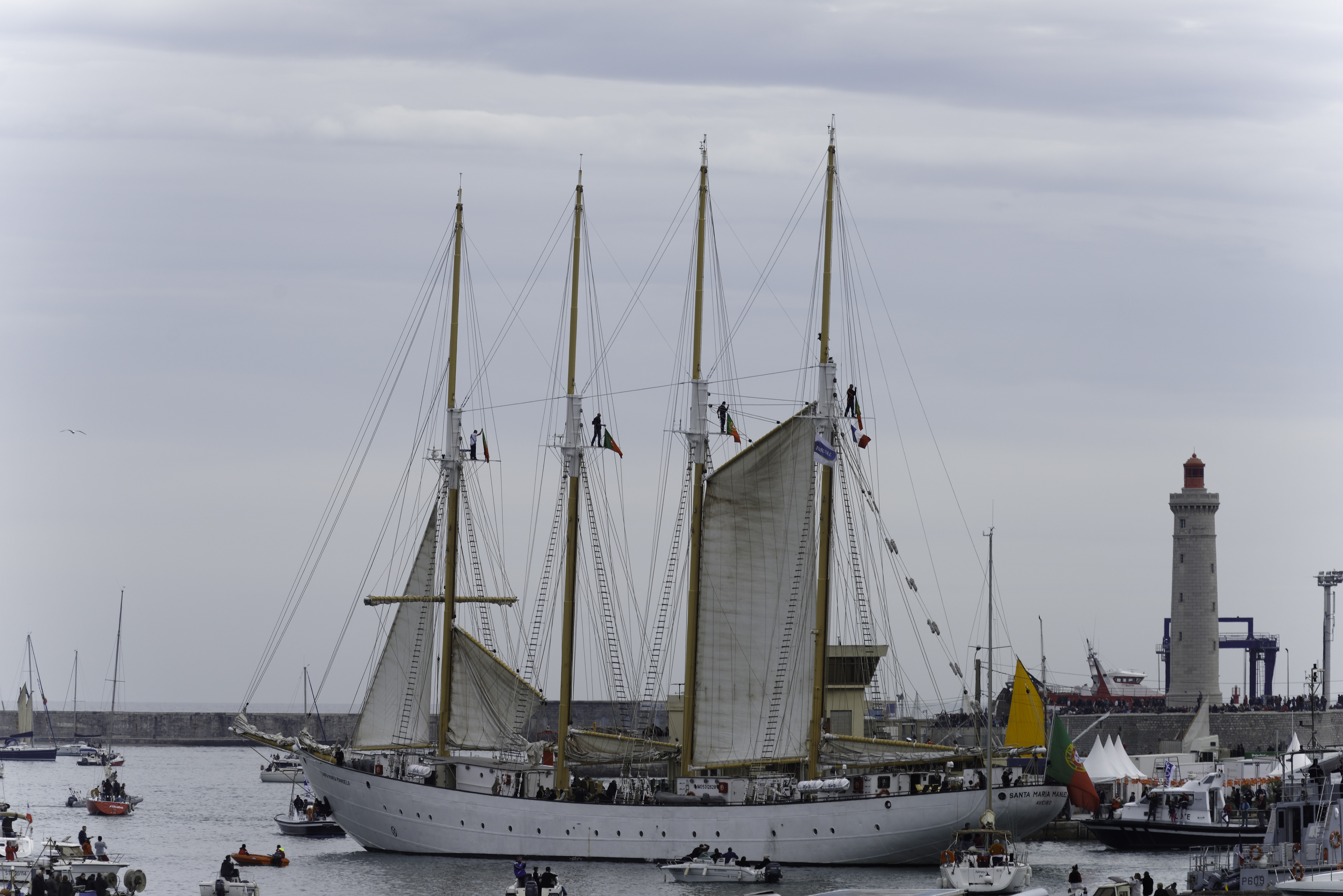
Le Santa Maria Manuela quittant le port de Sète

Construit en 1937 par la Companhia União Fabril (CUF) de Lisbonne, il est lancé comme navire de pêche à la morue sur les bancs de Terre-Neuve au Canada. Il est utilisé jusqu'en 1963  par la Société de pêche de Viana do Castelo. Après avoir subi une rénovation en vue de l'adapter aux innovations technologiques de la pêche à la morue, il continue à naviguer pour la société de pêche Ribau de Aveiro.
Considéré comme obsolète en 1993, il est voué à la destruction. Sa coque est préservée et rachetée en 1994 par un groupe d'institutions publiques qui crée la Fondation Santa Maria Manuela pour rétablir l'ancien métier de pêche à la morue. En 2007, ne pouvant atteindre leur objectif, la fondation revend la coque à la société Pascoal & Filhos, S.A..

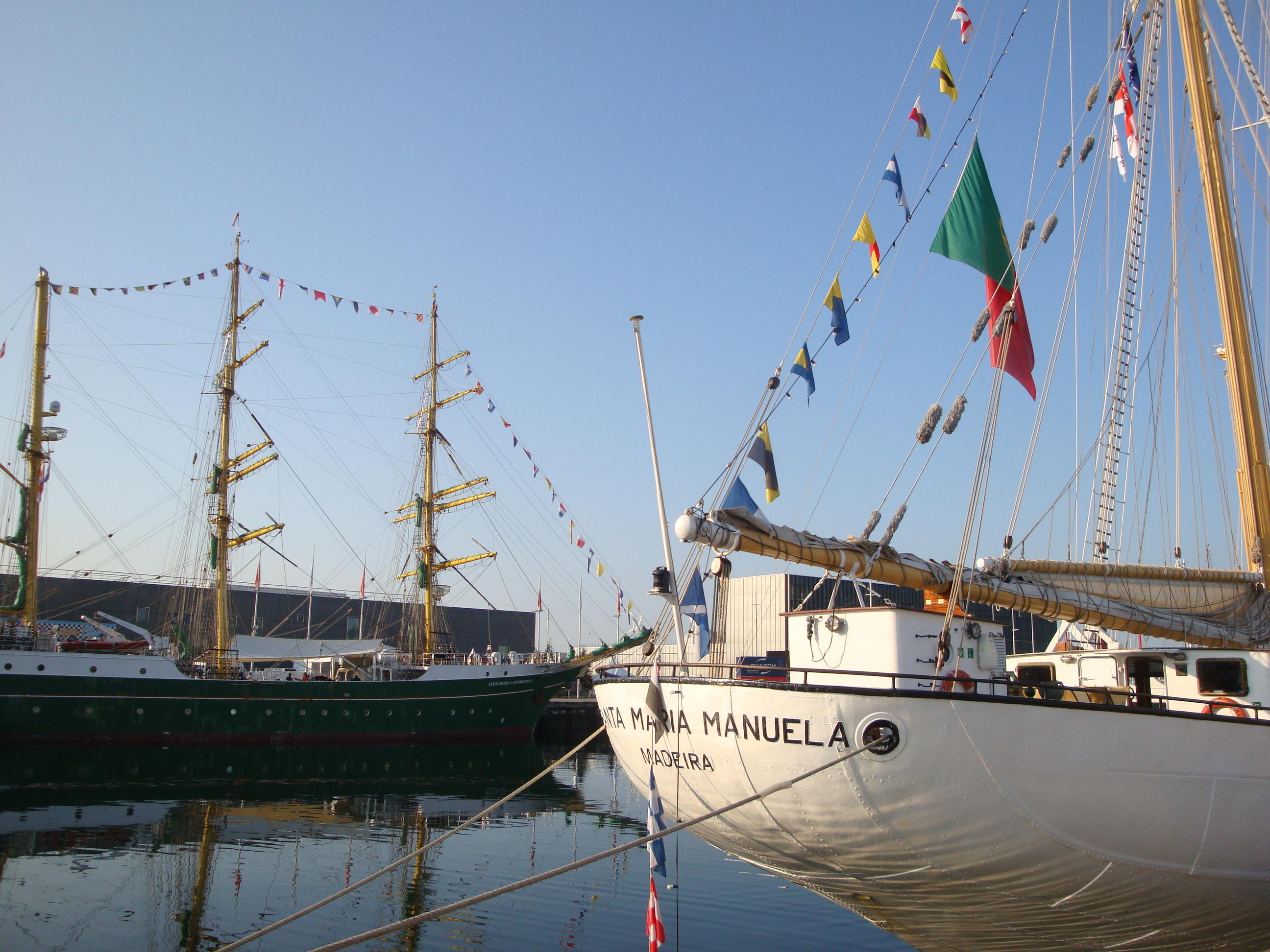
Santa Maria Manuela au Havre pour les Grandes Voiles 2017

Une première phase de restauration pour la coque est effectuée au chantier naval Navalria de Gafanha da Nazaré. Une seconde phase, dans le chantier naval Factoria Naval Marin en Galice, est entreprise pour tous les autres équipements. En mai 2010 il revient au port d’Aveiro.

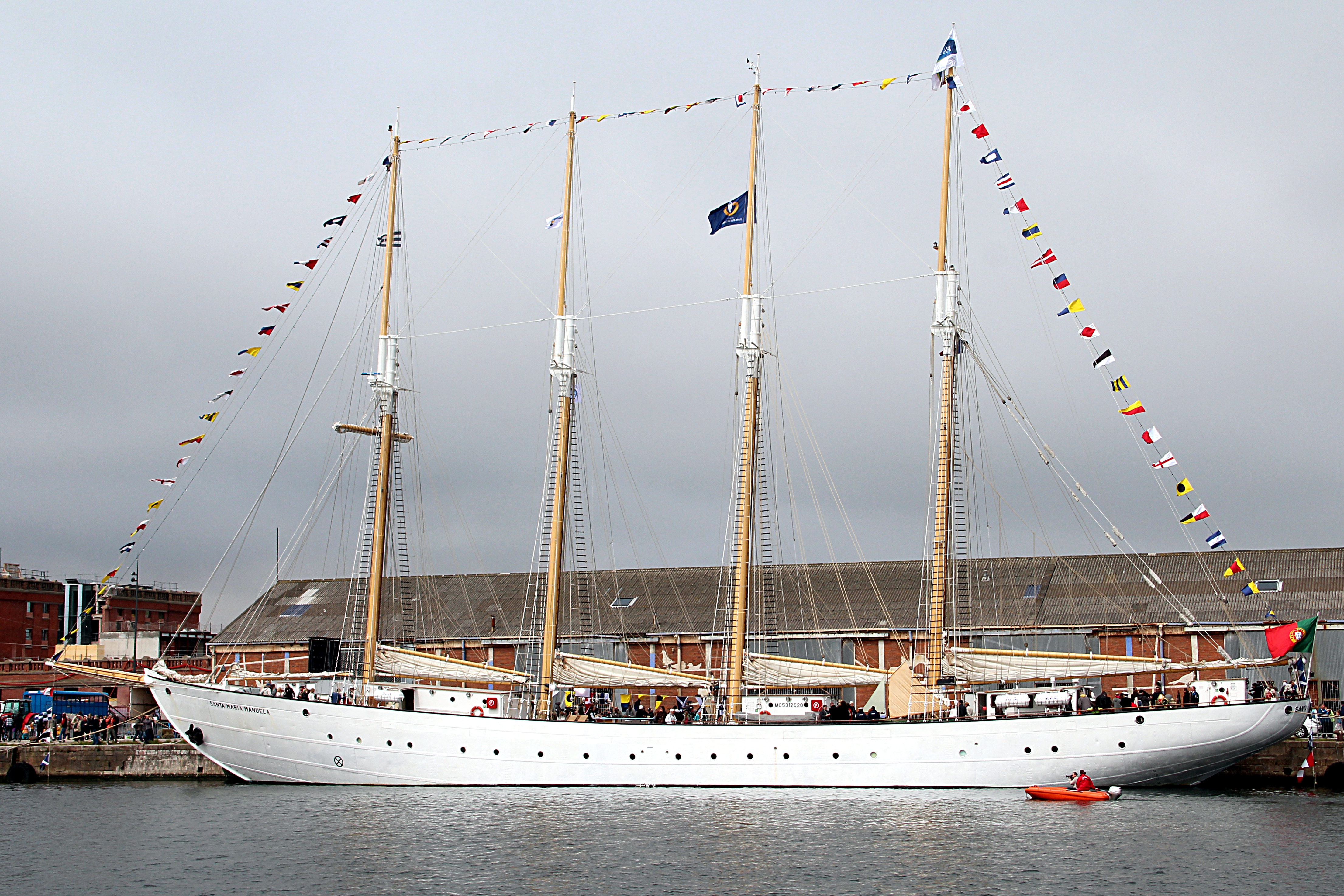
Santa Maria Manuela au grand rassemblement maritime de Dunkerque en 2013

Le bâtiment est, depuis, utilisé pour du tourisme culturel.
Il a participé au Tall Ships' Races de 2012 à Saint-Malo. 
Présent à l'Armada 2013 à Rouen et à la Mediterranean Tall Ships Regatta 2013 et a fait escale à la Toulon Voiles de Légende du 27 au 30 septembre 2013. Présent à Brest 2016 et aux Grandes Voiles du Havre en 2017.
Sa présence est annoncée à l'Armada Rouen 2023. Sa présence est annoncée à Lorient Océans  de 2024 du 27 au 30 juin. Il est présent et visitable aux Fêtes Maritimes de Brest 2024 du 12 au 18 juillet.